# Пјане Вомано (Терамо)
Пјане Вомано (итал. Piane Vomano) је насеље у Италији у округу Терамо, региону Абруцо.
Према процени из 2011. у насељу је живело 74 становника. Насеље се налази на надморској висини од 26 м.